# Madagascarchaea moramora
Espèce
Madagascarchaea moramora est une espèce d'araignées aranéomorphes de la famille des Archaeidae.

## Distribution
Cette espèce est endémique de la région d'Analanjirofo à Madagascar,. Elle se rencontre dans la forêt de Mikira.

## Description
Le mâle holotype mesure 1,53 mm et la femelle paratype 1,98 mm.

## Publication originale
- Wood & Scharff, 2018 : A review of the Madagascan pelican spiders of the genera Eriauchenius O. Pickard-Cambridge, 1881 and Madagascarchaea gen. n. (Araneae, Archaeidae). ZooKeys, vol. 727, p. 1-96.